# João Crisóstomo Gomes de Almeida
João Crisóstomo Gomes de Almeida (* 27. Januar 1900 in Parada de Ester, Kreis Castro Daire; † 18. Januar 1996) war ein portugiesischer römisch-katholischer Geistlicher und Weihbischof in Viseu.

## Leben
João Crisóstomo Gomes de Almeida empfing am 10. Juni 1923 das Sakrament der Priesterweihe.
Am 18. Februar 1956 ernannte ihn Papst Pius XII. zum Titularbischof von Ierafi und zum Weihbischof in Viseu. Der Bischof von Viseu, José da Cruz Moreira Pinto, spendete ihm am 8. Juni desselben Jahres die Bischofsweihe; Mitkonsekratoren waren der Weihbischof in Coimbra, Manuel de Jesus Pereira, und der Bischof von Lamego, João da Silva Campos Neves.
Papst Paul VI. nahm am 12. November 1964 das von João Crisóstomo Gomes de Almeida vorgebrachte Rücktrittsgesuch an. Gomes de Almeida nahm an allen vier Sitzungsperioden des Zweiten Vatikanischen Konzils teil.